# Norra innerstaden
Norra innerstaden est un des 11 districts de la ville de Stockholm en Suède,

## Description
Le district de Norra Innerstaden est un district du centre-ville de Stockholm, dans la commune de Stockholm.
En 2025, Norra Innerstaden abrite 154 000 habitants dans 94 000 logements.
Il devrait avoir 159 000 habitants en 2040.
Norra Innerstaden compte 9 % de parcs et d'espaces naturels (hors Gärdet et Djurgården).
Le district comprend les quartiers de Djurgården, Gärdet, Hjorthagen, Norra Djurgården, Norrmalm, Skeppsholmen, Vasastaden et Östermalm.
Norra innerstaden a été créé le 1er juillet 2023 lorsque le district de Norrmalm et le district d'Östermalm ont fusionné conformément à la décision du conseil municipal du 24 avril 2023.